# Deanolis sublimbalis
Deanolis sublimbalis là một loài bướm đêm trong họ Crambidae.

## Hình ảnh

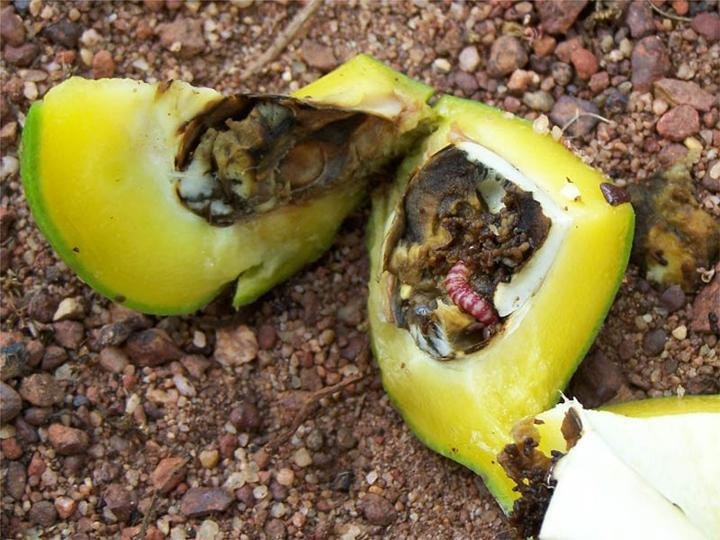
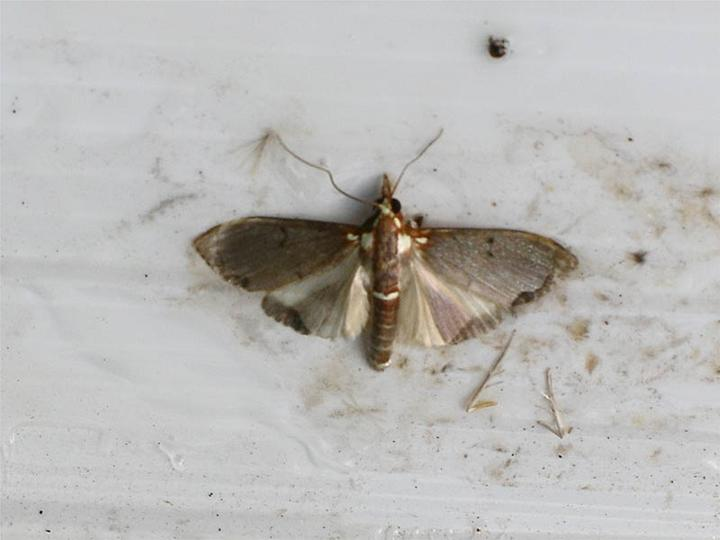